# Sordera no sindrómica
Sordera no sindrómica es una enfermedad que se caracteriza por la pérdida auditiva que ocurre sin otros síntomas; por ejemplo no se asocia con ninguna otra condición.
La sordera es la enfermedad más común que afecta la capacidad humana de comunicarse; más de 50 % de los casos de sordera temprana son causados por factores genéticos. Hasta el momento se han descrito 40 loci para la sordera no-sindrómica (sordera sin otros trastornos o síndromes asociados) y se estima que el número de genes involucrados en esta enfermedad asciende a más de 500.
Las mutaciones en genes nucleares como los de la conexina 26, la miosina VIIA, el factor homólogo de coagulación C, la colágena y los canales de K+, así como en los genes mitocondriales que codifican para los RNAs de transferencia para serina y leucina, están asociados a la sordera no-sindrómica en pacientes con diversos grados de pérdida auditiva y en animales de experimentación. La identificación de estos genes brinda la posibilidad de la detección de mutaciones en los genes involucrados en la sordera, lo cual es de suma importancia para el diagnóstico temprano de la enfermedad.
- Datos: Q9079046